# 田尻英幹
田尻 英幹（たじり ひでもと、1930年3月13日 -  ）は、日本の経営者。熊本県出身。

## 来歴・人物
1949年に早稲田大学専門部を卒業し、同年に西部ガスに入社。1981年6月に取締役に就任し、常務、専務、副社長を経て、1993年6月に社長に就任し、1998年6月には会長に就任。2003年6月から取締役相談役を務めた。
1992年11月に藍綬褒章を受章。

## 親族
- 兄 田尻靖幹（熊本市長）[3]